# Anna Kasyan
 (janvier 2016).
Si vous disposez d'ouvrages ou d'articles de référence ou si vous connaissez des sites web de qualité traitant du thème abordé ici, merci de compléter l'article en donnant les références utiles à sa vérifiabilité et en les liant à la section « Notes et références ».
Anna Kasyan (arménien : Աննա Կասյան), née en 1981, à Tbilissi en Géorgie et vivant actuellement à Paris, est une artiste (soprano) d'origine arménienne.
Anna Kasyan fait partie des jeunes artistes sur lesquels se fondent de grandes espérances dans le domaine de l’art lyrique[réf. nécessaire].

## Biographie
Anna Kasyan commence sa formation musicale par l’étude du piano et violon à l'École de musique centrale de Tbilissi pour enfants doués. Dès son enfance, elle participe à divers récitals comme soliste et, à l'âge de neuf ans, elle fait ses débuts avec orchestre. En 1999, elle rentre au Conservatoire d'État de Tbilissi en classe de violon. C’est à cette époque qu'elle est attirée par le chant et à partir de 2001, elle poursuit ses études de chant dans le même conservatoire.
Après avoir reçu cette éducation musicale complète (piano, violon, art scénique et chant) dans sa ville natale Tbilissi, Anna Kasyan s’installe à Paris en 2003. Elle poursuit sa formation à l'École normale de musique de Paris, Alfred Cortot où elle obtient trois diplômes d’études supérieures : art lyrique en 2004, exécution en 2006 et concertiste en 2008. Elle suit les cours de maître de Tom Krause, de Raina Kabaivanska, de Viorica Cortez et de Janine Reiss, et en musique baroque avec Nicolau de Figueiredo et Jory Vinikour.

## Prix et distinctions
Lauréate de plusieurs compétitions, Anna Kasyan remporte notamment en 2005 : un 2e Prix au Concours international Renata Tebaldi, un Premier Prix de chant au Festival musical d'automne de jeunes interprètes (FMAJI), Adami, puis un Premier Prix de chant au Concours de Pretoria. Elle a été lauréate de la Fondation Meyer pour l'année 2004-2005 et sélectionnée par l'Adami pour les Révélations classiques 2006.
Elle est à nouveau récompensé en cette même année 2006, puisqu'elle reçoit successivement : le 3e Prix catégorie Opéra, le Prix Mozart et le Prix du meilleur artiste d'opéra au Concours international de musique de l'ARD à Munich, ainsi que le 1er Prix de chant au Concours international de Pampelune. 
En 2008, elle se voit décerner le Prix du public du « Meilleur artiste du Festival Olympus Musical 2008 », à Saint-Pétersbourg en Russie.
En mai 2008, elle participe au concours musical international Reine-Élisabeth-de-Belgique, elle passe les éliminatoires et se produit en demi-finale le 13 mai 2008. À l'issue de ces demi-finales, elle fait partie des 12 finalistes, puis devient lauréate de cette compétition organisée tous les quatre ans : première soprano nommée, 4e prix et le Prix du public Canvas TV (les votes étant effectués par radiodiffusion, télévision et Internet). 
Le 12 juin 2009, elle remporte le Grand Prix du 3e Concours international d'art lyrique du Festival de musique de Strasbourg sous la présidence de Barbara Hendricks. En décembre 2009, elle est nommée aux Victoires de la musique classique 2010 dans la catégorie Révélation de l'année Artiste lyrique.
En 2013, elle remporte à l'unanimité le 1er prix du concours international de belcanto Vincenzo Bellini,.

## Carrière
En décembre 2005, elle chante en l'Église Saint-Eustache à Paris le Requiem de Mozart. 
En 2006, elle chante à Paris Rachmaninov-Scarlatti-Haendel, interprète des œuvres du compositeur arménien Aprickian, avant de donner un concert Mozart à Toulouse.
En 2007, Anna Kasyan a fait ses débuts dans le rôle de Zerlina dans Don Giovanni de Mozart au Festival de Radio France et Montpellier Languedoc Roussillon (mise en scène de Jean-Paul Scarpitta, direction musicale d’Hervé Niquet). Elle a également chanté sa première Norina dans Don Pasquale de Donizetti au Théâtre-Opéra de la République de San-Marino. La même année, Anna Kasyan a interprété le rôle de Rosina dans « Il Barbiere di Siviglia » de Rossini dans la production du Festival Opéra en plein air (mise en scène de Julia Migenes, direction musicale de Philippe Hui). Ce spectacle a été nommé par la presse française dans la catégorie de Meilleur Spectacle lyrique de la saison pour la troisième session de « Les Globes de Cristal des Arts et de la Culture» (France). 
La même année, elle s'est produite à Bâle où elle a interprété des Lieder de Schubert et airs d’opéra français. 
Elle a également donné une série de concerts Mozart à Varsovie, Zurich, Osnabrück, Pamplonne et Toulouse et s'est produite en récital au Festival de musique sacrée de Nice, puis à l’Opéra de Toulon (Jano dans Jenufa).
En janvier-février 2009 Anna Kasyan a incarné le rôle de Zerlina dans Don Giovanni de Mozart dans la nouvelle production de Don Giovanni à l'Opéra-théâtre de Metz (dir.Jacques Mercier/m.s. Numa Sadoul) et en mai 2009 elle retrouve le même rôle au théâtre des Arts de Rouen (dir. G.J. Rumstadt/m.s. Laurent Laffargue)
Le 28 septembre 2019, elle a été, avec le baryton Adam Barro, la tête d'affiche du concert organisé en hommage à Komitas en l'Église de la Madeleine à Paris.